# 西経19度線
西経19度線（せいけい19どせん）は、本初子午線面から西へ19度の角度を成す経線である。北極点から北極海、グリーンランド、アイスランド、大西洋、南極海、南極大陸を通過して南極点までを結ぶ。 西経19度線は、東経161度線と共に大円を形成する。

## 通過する地域一覧
西経19度線は、北極点から南極点まで南に向かって以下の場所を通っている。
| 地理座標                                             | 国土・領土・領海 | 備考                                                                             |
| ---------------------------------------------------- | ---------------- | -------------------------------------------------------------------------------- |
| 北緯90度0分 西経19度0分 / 北緯90.000度 西経19.000度  | 北極海           |                                                                                  |
| 北緯82度1分 西経19度0分 / 北緯82.017度 西経19.000度  | グリーンランド   | 本土及び数多くの島々（プリンセス・タイヤ島、コルデウェイ島及びシャノン島を含む） |
| 北緯74度28分 西経19度0分 / 北緯74.467度 西経19.000度 | 大西洋           | グリーンランド海                                                                 |
| 北緯66度11分 西経19度0分 / 北緯66.183度 西経19.000度 | アイスランド     |                                                                                  |
| 北緯63度25分 西経19度0分 / 北緯63.417度 西経19.000度 | 大西洋           |                                                                                  |
| 南緯60度0分 西経19度0分 / 南緯60.000度 西経19.000度  | 南極海           |                                                                                  |
| 南緯72度38分 西経19度0分 / 南緯72.633度 西経19.000度 | 南極大陸         | ドローニング・モード・ランド（ ノルウェーが領有権を主張）                        |